# Acroterius brevis
Espèce
Acroterius brevis est une espèce d'araignées aranéomorphes de la famille des Linyphiidae.

## Distribution
Cette espèce est endémique du Yunnan en Chine,. Elle se rencontre dans le xian de Fugong.

## Description
Le mâle holotype mesure 2,66 mm et la femelle paratype 2,97 mm.

## Publication originale
- Irfan, Bashir & Peng, 2021 : « Acroterius gen. nov. (Araneae: Linyphiidae: Linyphiinae) with twelve new species from Yunnan, China. » European Journal of Taxonomy, no 743, p. 1-53 (texte intégral).